# Niederzimmern
Niederzimmern ist ein Ortsteil der Landgemeinde Grammetal im Westen des Landkreises Weimarer Land.

## Geographie
Niederzimmern liegt am Fuße der Südwestabdachung des Großen Ettersberges im Thüringer Becken. Die Kreisstraße 45 verbindet den Ort mit Vieselbach. Die Thüringerbahn führt durch die Gemarkung.

## Geschichte
Früheste Besiedlungsspuren datiert man auf die Steinzeit. Unweit von Niederzimmern fand man ein Kreisgrabensystem.
Im Jahre 876 wurde Niederzimmern zum ersten Male in den „Zehnt-Streitigkeiten“ zwischen den Erzbischöfen von Fulda und Mainz auf dem Reichstag zu Ingelheim urkundlich erwähnt. Es wurde später auch „Zimmern infra“ genannt.
Als Lohn für treue Kriegsdienste wurde der Ort im Jahre 1346 vom Grafen von Orlamünde den Erfurtern geschenkt. Niederzimmern bildete mit seiner Gemarkung die östliche Grenze des Gebiets der Stadt Erfurt. Der Wartturm, 252 m ü. NN, wurde in dieser Zeit zur Grenzsicherung erbaut und gilt als eines der Wahrzeichen des Ortes. Der Eingang ist im ersten Obergeschoss. Nach dem Wiener Kongress fiel Niederzimmern an das Großherzogtum Sachsen-Weimar-Eisenach (Amt Vieselbach) und besitzt – nachdem es vorher u. a. Zimmern-infra hieß – seitdem seinen heutigen Namen.
Bis zum Jahre 1852 hatte Niederzimmern zwei Kirchen, die Bonifatiuskirche im Oberdorf und die Wigbertikirche im Unterdorf. Erstere wurde 1854 abgerissen. Zu den beiden Kirchen gehörten Schulen und je eine Pfarrei. Die Kirche St. Wigberti (Niederzimmern) stammt in ihren älteren Teilen aus dem Anfang des 15. Jahrhunderts und ist eine Wehrkirche. Sehenswert sind hier die Darstellungen des Alten und Neuen Testamentes (Bilderbibel) aus dem 17. Jahrhundert an den Emporen sowie insbesondere die Emblemata über dem Altarraum.
Niederzimmern verfügt mit seiner Trauerhalle – die 1914 gebaut wurde – über ein außergewöhnliches Denkmal deutscher Sterbekultur dieser Epoche.
Der Kirchhof hat noch viele historische Grabdenkmäler.
Kurt Kluge (* 1886, † 1940) hat das Denkmal zu Ehren der Gefallenen des Ersten Weltkriegs gestaltet. An der Dorfstraße steht ein steinernes Denkmal zur Erinnerung an den Deutsch-Französischen Krieg 1870–1871 und davor ein schlichtes Holzkreuz für die Opfer des Zweiten Weltkriegs.
Der Ort ist reich an stattlichen Gehöften mit schönen Hoftoren.
Am 31. Dezember 2019 schloss sich die Gemeinde Niederzimmern mit weiteren Gemeinden zur Landgemeinde Grammetal zusammen. Die Verwaltungsgemeinschaft Grammetal, der alle Gemeinden zuvor angehörten, wurde gleichzeitig aufgelöst.

## Politik

### Ehemaliger Gemeinderat
Der Gemeinderat in Niederzimmern bestand aus 12 Ratsmitgliedern, die bei der Kommunalwahl am 25. Mai 2014 in einer Verhältniswahl gewählt wurden, und dem ehrenamtlichen Bürgermeister als Vorsitzendem.
Die Sitzverteilung im ehemaligen Gemeinderat:
| Wahl | CDU | FWG | Gesamt   |
| ---- | --- | --- | -------- |
| 2014 | 7   | 5   | 12 Sitze |

### Ehemaliger Bürgermeister
Letzter Bürgermeister von Niederzimmern war Christoph Schmidt-Rose (CDU), der am 24. Februar 2013 gewählt wurde.

## Persönlichkeiten

### Söhne und Töchter des Ortes
- Konrad Stolle (1436–1501), Chronist
- Johann Andreas Wilhelm Büchner (1730–1815), Mediziner, Wissenschaftsorganisator, Autor
- Johann Heinrich Deinhardt (1805–1867), Pädagoge
- Heinrich Marianus Deinhardt (1821–1880), Sonderpädagoge und Hochschullehrer
- Richard Deinhardt (1865–1942), Jurist
- Robert Huth (1872–1932), Lehrer und Heimatforscher

### Personen, die mit dem Ort in Verbindung stehen
- Gustav II. Adolf (1594–1632), schwedischer König und protestantischer Feldherr, weilte am 30. Oktober 1632 in der Kirche St. Wigberti
- Im Jahre 1696 war Johann Christian Bach (* 1673 in Erfurt, † 1727 in Gehren) Kantor in Niederzimmern.
- Friedrich Bernhard Kämmerer (1777–1852), Stellmachermeister, baute das erste hölzerne Zweirad
- Der Komponist Richard Wagner (1813–1883) übernachtete in der Nacht vom 18. zum 19. Mai 1849 im Ort.
- Lyonel Feininger (1871–1956), deutsch-amerikanischer Maler, Grafiker und Karikaturist. Er fertigte nach Skizzen, die er auf seinen Radtouren durch das Weimarer Land zeichnete, einen Holzschnitt der Kirche an.

## Bilder

Siegel
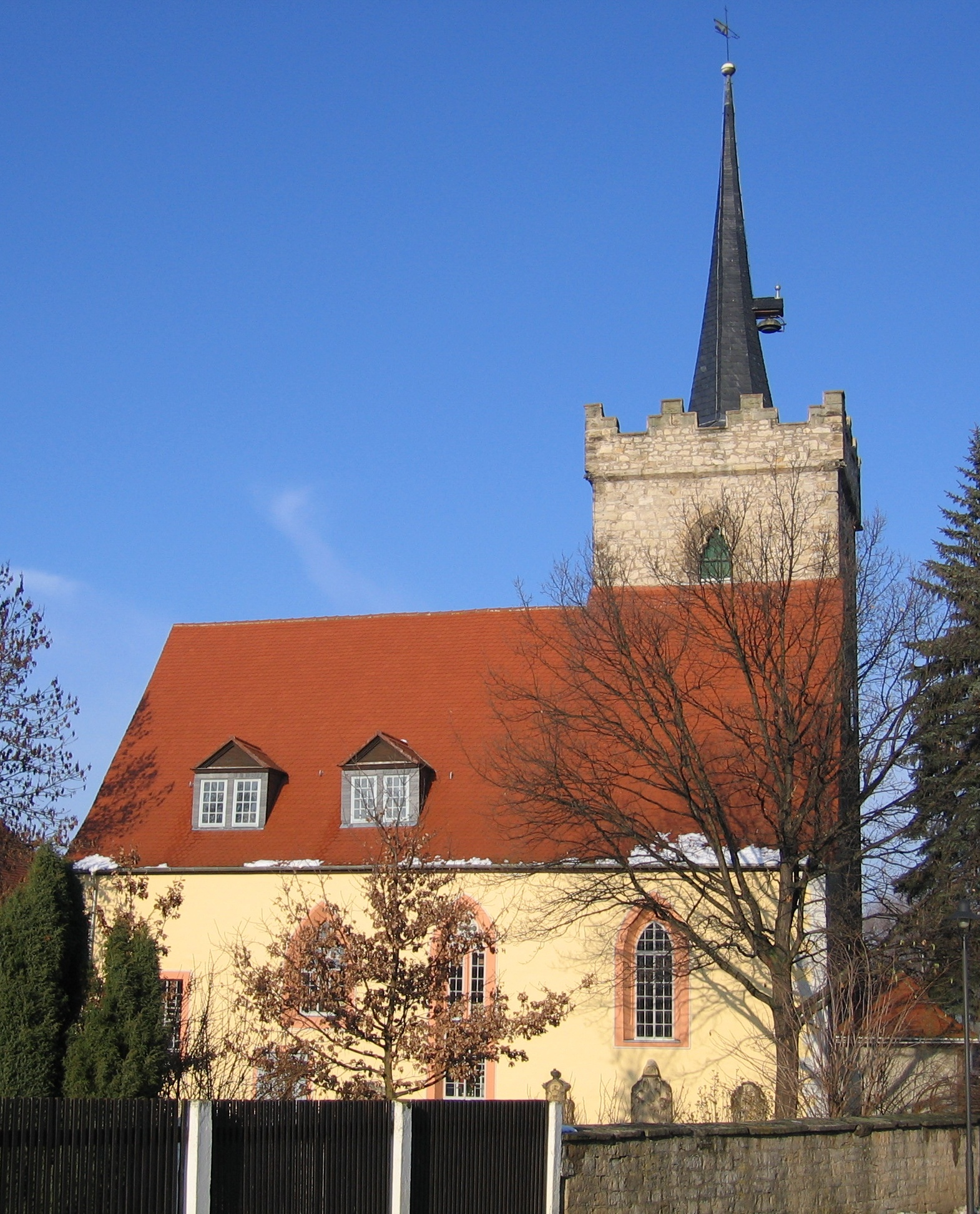
Dorfkirche von Niederzimmern
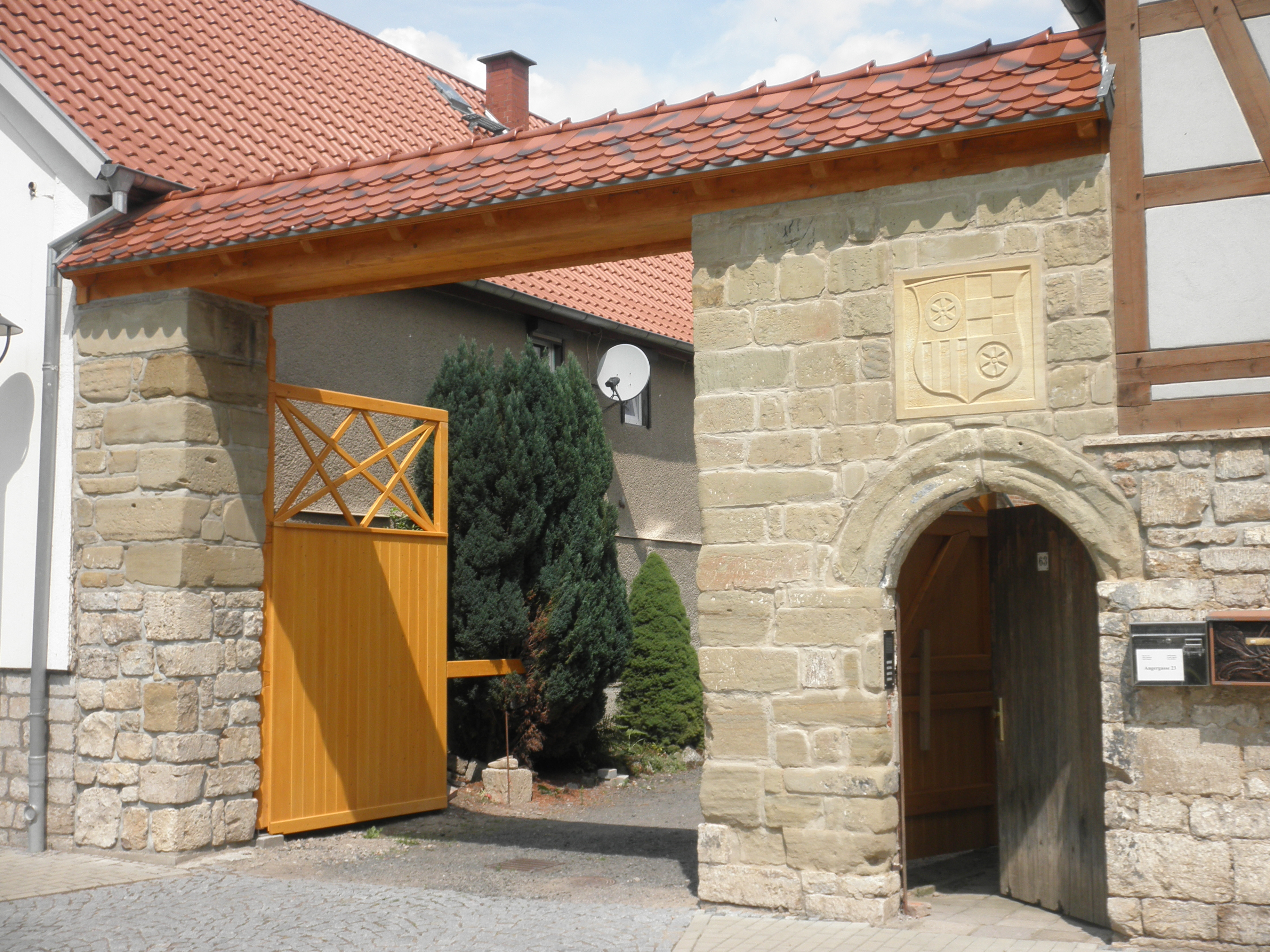
Hoftor in Niederzimmern (2015)
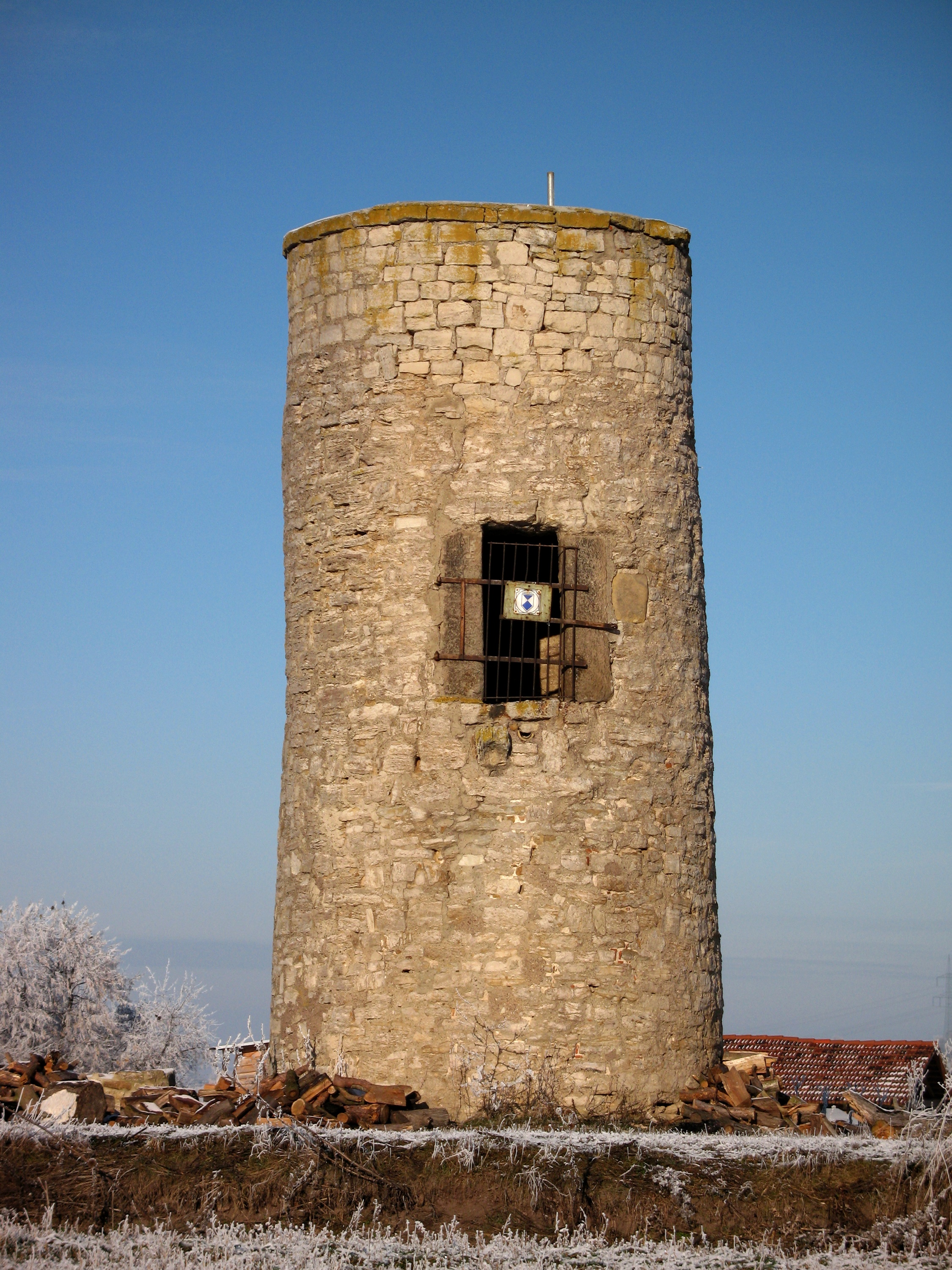
Wartturm bei Niederzimmern
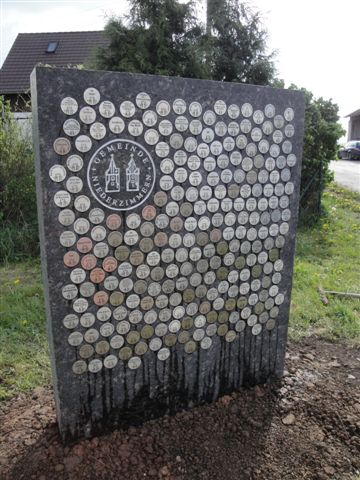
Schlaglochdenkmal
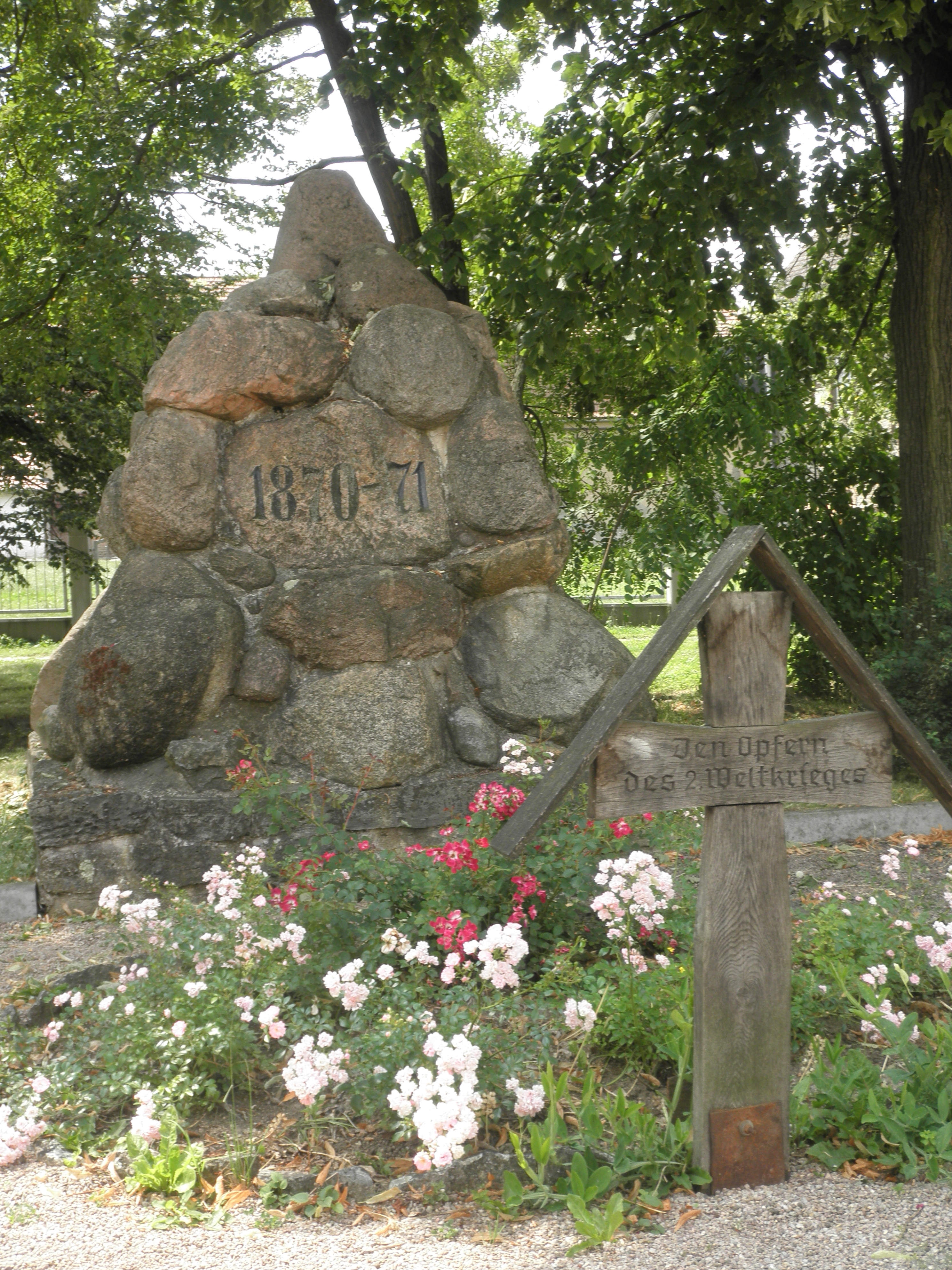
Gedenkort 1870–71 und Zweiter Weltkrieg

## Sonstiges
Anfang März 2010 erregte die einstige Gemeinde weltweites Interesse mit ihrer Aktion Teer muss her. Durch den langen Winter und den strengen Frost wies insbesondere die Vieselbacher Straße zahlreiche Schlaglöcher auf. Mit 50 EURO konnte man ein Schlagloch „erwerben“ und jeder Teilnehmer an der Aktion erhielt die Zusage für eine Plakette, auf dem ein von ihm gewünschter Text angebracht wurde. Im April wurde mit den Erlös aus den 257 verkauften Löchern und 25 Tonnen Asphalt der deutschen Asphaltindustrie die Straße repariert. Am 30. April wurde das Schlaglochdenkmal mit den Plaketten feierlich enthüllt.